# Demonstratie voor Vrouwenkiesrecht 18 juni 1916
Op 18 juni 1916 gingen achttienduizend vrouwen en mannen de Amsterdamse straten op om te demonstreren voor het vrouwenkiesrecht. De demonstratie was een initiatief van de Vereeniging voor Vrouwenkiesrecht. Verschillende partijen waren betrokken bij de organisatie. De demonstratie vormde de opmaat tot het invoeren van algemeen kiesrecht voor vrouwen in de grondwet. Het bestuur van de Vereeniging voor Vrouwenkiesrecht nodigde verschillende organisaties uit voor het evenement. Hiermee wilden de vrouwen aantonen dat algemeen kiesrecht voor vrouwen in alle lagen en groepen van de Nederlandse samenleving breed gedragen en belangrijk geacht werd.

## Aankondiging van de bijeenkomst en optocht
De vereniging voor vrouwenkiesrecht publiceerde in aanloop van de bijeenkomst een pamflet om mensen op de hoogte te stellen van de demonstratie. De organisatie sprak van een Meeting op het Terrein van de IJsclub en introduceerde de verschillende spreeksters en sprekers: Dr. Aletta H.  Jacobs, Sophie W. A. Wichers, Martina G. Kramers, Clara Mulder van de Graaf- de Bruyn, Cornelie V. van de Meer van Kuffeler, Jo van Diesen-Oberink, M. Wibaut-Berdenis van Berlekom en Heleen Ankersmit waren de vrouwelijke sprekers. Ook mannen deden hun zegje en pleitten voor algemeen vrouwenkiesrecht. De mannelijke sprekers op het terrein van de IJsclub waren: Th. M. Ketelaar, Dr. J. van Leeuwen, W. J. E. H. M. de Jong en W. H. van Ballegoyen de Jong. Door middel van het pamflet kondigde de Vereeniging voor Vrouwenkiesrecht de demonstratie aan: ‘een landelijke optocht en meeting te Amsterdam op zondag 18 juni 1916 voor kiesrecht voor de vrouw op dezelfde manier als voor den man, wat thans betekent: Algemeen Vrouwenkiesrecht vastgelegd in de Grondwet’. De bijeenkomst vond plaats tussen 12.00 en 13.00 op het terrein van de IJsclub achter het Rijksmuseum, de stoet zou rond 13.45 beginnen.

## De optocht
De optocht zag er als volgt uit: eerst politie te paard, gevolgd door een muziekkorps. Hierna volgde de ‘echte’ demonstranten: drie vrouwen en een man te paard, een van de vrouwen was gekleed als de Nederlandse Maagd, een vrouw stond symbool voor de Nederlandse staat. De vrouwen droegen een schild met de tekst: ‘Vrouwenkiesrecht’. Achter de dames en heer te paard liepen vrouwen in geel en wit, de kleuren van de Vereeniging voor Vrouwenkiesrecht. Deze dames representeerden de landen waar vrouwenkiesrecht al geheel of gedeeltelijk was ingevoerd. Hierachter liepen vrouwen in het groen, zij symboliseerde hoop, hoop op algemeen vrouwenkiesrecht. Andere vrouwen verbeelden de Nederlandse provinciën en de toenmalige kolonie Nederlands-Indië. Vrouwen van afdelingen van de Vereeniging voor Vrouwenkiesrecht uit het hele land liepen mee, sommige in lokale klederdracht. Daarachter volgden andere partijen en organisaties zoals bijvoorbeeld de Mannenbond voor Vrouwenkiesrecht. De kolonne werd afgesloten door wagens waar mensen die niet goed ter been waren in meereden.

## Berichtgeving omtrent de demonstratie
Voorafgaand aan de demonstratie werd in de Nederlandse dagbladen veel aandacht besteed aan de demonstratie. In het verzuilde Nederland hadden de verschillende partijen andere ideeën over vrouwenkiesrecht. Ook de pers was verzuild en dus verdeeld: De Tijd was een katholieke krant, De Standaard bediende protestant Nederland, Het Volk kwam uit de socialistische hoek, het Algemeen Handelsblad had een liberale inslag. Die inslag beïnvloedde de berichtgeving. De demonstratie werd groots opgezet. In de weken voor de demonstratie riepen verschillende progressieve dagbladen op om mee te doen. Het Algemeen Handelsblad meldde op 12 juni 1916 dat er voor de betoging ‘groote animo bestaat’. Het aantal aanmeldingen van demonstranten had alle verwachtingen al overtroffen en dat terwijl meer dan de helft van de uitgenodigde organisaties nog niets had laten horen. Ook De Telegraaf(13 juni 1916) riep op de lezers op om te komen betogen. Volgens De Telegraaf gold deze oproep voor iedereen, omdat het verwerven van vrouwenkiesrecht iets was dat alle partijen aanging.

## De IJsclub
De route die de demonstranten liepen was de route Museumterrein, om het IJsclubterrein heen, via de Honthorststraat, Jan Luijkenstraat, de Museumbrug over, Spiegelgracht, Heerengracht liepen de mannen en vrouwen naar het Koningsplein. Vanaf het Koningsplein liepen ze verder via de Singel, het Sophiaplein naar Rokin, Mozes en de Aäronstraat, via de Raadhuisstraat marcheerde ze verder naar de Westermarkt. Via de Rozengracht, Marnixstraat liep de stoet naar het Leidscheplein om uiteindelijk via de Stadhouderkade te eindigen bij de IJsclub. De menigte verzamelde zich bij de IJsclub. Acht vrouwen en vier mannen spraken zich uit voor het vrouwenkiesrecht. Ze eindigden met een motie waarin gesteld werd dat de grondwetswijziging in moest houden dat ook vrouwen algemeen kiesrecht zouden krijgen.

## Motie na de demonstratie
Na de demonstratie van 18 juni 1916 werd door de Vereeniging voor Vrouwenkiesrecht een motie aangenomen. Na de demonstratie werd geconcludeerd dat Nederlandse vrouwen geen genoegen moesten nemen met de toenmalige situatie. De motie stelde kiesrecht voor de vrouw op dezelfde voorwaarden als voor de man, dus algemeen kiesrecht in de grondwet als doel.